# Vin d'orange
Ne doit pas être confondu avec Vin orange.
Le vin d'orange est un apéritif réalisé soit par infusion d'écorces d'orange dans un alcool neutre assemblé ensuite à du vin, soit par fermentation alcoolique du jus d'orange et de ses écorces.

## De la fermentation de la sève…
Sur la route des Indes, les premiers colons découvrirent que les indigènes (les Indiens) traitaient l'oranger pour faire du vin, une pratique déjà connue au Canada où les autochtones faisaient de même avec l'érable. Ils incisaient le tronc, recueillaient la sève et la faisaient fermenter.

## … à la fermentation de l'orange
Au XVIIIe siècle, on considéra que « le vin d'orange est peut-être la liqueur la plus agréable et la plus salubre de tous les vins de liqueurs connus ».
Ce fut vers les années 1850 qu'à la Martinique quelques propriétaires d'orangeraies se lancèrent dans cette fabrication si l'on en croit les auteurs du Nouveau dictionnaire d'histoire naturelle appliqué aux Arts, et ce breuvage passa pour une sorte de malvoisie. 
Il était fait à base de sucre terré (blanc) clarifié en sirop, de jus d'orange, de décoction de l'écorce et d'un peu de fleurs d'oranger, le tout mis à fermenter pendant deux mois. Ce vin traversait quelquefois les mers en Europe. 
Les auteurs du Nouveau dictionnaire sont plus précis et détaillent la recette sur des multiples de 8. Pour 40 bouteilles, il fallait 40 livres de sucre clarifié avec des blancs d'œufs dans huit pots d'eau très pure pour faire un sirop. L'écorce de 40 oranges était mise à bouillir. On y ajoutait ensuite le sirop de sucre et du jus d'oranges. Le tout était mis à fermenter. Il était ensuite clarifié et aromatisé d'une poignée de fleurs d'oranger avant d'être mis en bouteille. Celle-ci « se vendait à la Martinique quatre livres dix sols, ce qui fait trois livres argent de France ».
Mais les aléas de la navigation firent considérer qu'il était plus rationnel d'utiliser des oranges du Portugal, « les plus fines & les plus mûres ». Au jus, filtré « au travers de la chausse de drap », étaient ajoutés de l'eau de fleurs d'oranger et du sucre avant que la fermentation soit bloquée par ajout « d'une chopine d'esprit de vin pour chaque pinte de liquide ».
D'après l'un de ses fabricants, J.-E. Bertrand, ce vin d'orange était apte à vieillir. Il explique : « Je suis d'autant plus assuré de ce fait, que j'ai conservé de celui que je commençai à mettre en vente la quatrième année après la fabrication, lequel est actuellement dans sa dix-huitième année, & dont la qualité est infiniment supérieure à celle qu'il avait lorsque je commençai à le débiter. »

## Vers la recette actuelle
Une autre façon de faire consistait à ajouter des levures au jus des oranges, puis à laisser fermenter 48 heures. Les huiles essentielles des écorces étaient récupérées en les frottant sur des morceaux de sucre. La fermentation effectuée, on y ajoutait du vin blanc, et on laissait reposer pendant cinq à six mois. « Il en résulte après ce temps un vin des plus agréables, qui n'a pas besoin d'être collé par son état vif et transparent. On peut le mettre en bouteilles sans lui rien faire perdre de son bouquet. »
L.-F. Dubief, qui avait recueilli cette méthode, en cite une autre où le vin d'orange est élaboré par une simple infusion. Les écorces coupées sont ébouillantées, puis refroidies, avant d'être mêlées au jus. La même opération est recommencée une seconde fois, et on ajoute à l'ensemble deux litres et demi d'eau-de-vie et 250 grammes de sucre par litre. Ce vin d'orange était consommable au bout de quelques jours.
L'actuel vin d'orange est fait à base de vin blanc ou rosé, de sucre, des peaux d'orange mises à macérer dans de l'alcool, avec ajout de cannelle, vanille et noix muscade.